# تيسير الصمادي
تيسير رضوان الصمادي، أردني مواليد عام 1966، دكتوراة في الاقتصاد، جامعة ولاية يوتا الولايات المتحدة الاميركية، تسلم عدة حقائب وزارية، في عدة حكومات أردنية.

## الشهادات العلمية
- دكتوراة في الاقتصاد، جامعة ولاية يوتا، الولايات المتحدة الاميركية، اذار 1998، تخصص: التجارة الدولية والتنمية الاقتصادية.
- ماجستير في الاقتصاد، الجامعة الأردنية، عمان، الأردن، كانون الثاني 1994.
- بكالوريوس في الاقتصاد، جامعة اليرموك، اربد، الأردن، حزيران 1988.

## الخبرات العملية
- 2011- 2010 وزير الزراعة
- 2005 وزير دولة لتطوير القطاع العام
- 2005 وزير التخطيط والتعاون الدولي
- أمين عام وزارة التخطيط والتعاون الدولي، ايار 2004.
- مدير مديرية السياسات والدراسات، وزارة التخطيط والتعاون الدولي، تموز 2001 - ايار 2004.
- مدير مديرية تنمية الموارد البشرية بالوكالة، وزارة التخطيط والتعاون الدولي، كانون الثاني 2002 - ايار 2004.
- عضو مجلس إدارة في عدة مؤسسات، منها بنك الإنماء الصناعي، شركة توليد الكهرباء، مؤسسة تشجيع الاستثمار وغيرها.
- نائب محافظ الأردن، الصندوق العربي للإنماء الاجتماعي والاقتصادي، اذار 2003.
- المشاركة في عدة مؤتمرات محلية واقليمية ودولية حول التنمية الاقتصادية.
- اقتصادي، دائرة الابحاث، البنك المركزي الأردني، كانون أول 1988 - تموز 2001.

## الدراسات والابحاث
- الاستثمارات الاجنبية في الدول العربية، حالة الأردن، اللجنة الاقتصادية والاجتماعية لغربي اسيا، 2003.
- فرضية النمو الاقتصادي الناجم عن الصادرات: الحالة الأردنية، المؤتمر الاقتصادي السنوي لجامعة اليرموك، اربد، الأردن، 2001.
- دور السياسة النقدية في عملية الإصلاح الهيكلي: تقييم المساعدات الاجنبية للاردن، 1989 - 1999، اثيل الجومرد، مركز الابحاث الاستراتيجية، الجامعة الأردنية، عمان الأردن 2000.
- أثر الخصخصة والتدخل الحكومي على الاقتصاد، رسالة الدكتوراة غير منشورة، جامعة ولاية يوتا، الولايات المتحدة الاميركية (1998).

## الخبرات القيادية
- رئيس مجلس طلاب الدراسات العليا، جامعة ولاية يوتا، 1997 - 1998.
- رئيس جمعية الطلاب العرب، جامعة ولاية يوتا، 1995 - 1996.

المملكة الأردنية الهاشميةname="الرئاسة">السير الذاتية للوزراء السابقين، موقع رئاسة الوزراء نسخة محفوظة 05 أبريل 2018 على موقع واي باك مشين.</ref> . . ولد في عجلون في 14 إبريل 1966
.
- حصل على شهادة الدكتوراه في الاقتصاد من جامعة ولاية يوتا، في الولايات المتحدة الأميركية في آذار 1998.[2][3]

## المؤهلات العلمية
- دكتوراة في الاقتصاد، جامعة ولاية يوتا، الولايات المتحدة الاميركية، اذار 1998، تخصص: التجارة الدولية والتنمية الاقتصادية.
- ماجستير في الاقتصاد، الجامعة الأردنية، عمان، الأردن، كانون الثاني 1994.
- بكالوريوس في الاقتصاد، جامعة اليرموك، اربد، الأردن، حزيران 1988.
- لائحة شرف جامعة اليرموك للسنوات 1984/ و1985 و 1987/1988 خلال فترة دراسة البكالوريوس.[2]

## الخبرات القيادية
- كان أول طالب أجنبي يفوز برئاسة اتحاد طلبة الدراسات العليا في جامعة ولاية يوتا للعام الدراسي 1997/1998 .
- حصل على جائزة الطالب الأجنبي المتميز في جامعة ولاية يوتا للعام الدراسي 1997/1998 .
- رئيس جمعية الطلاب العرب في جامعة ولاية يوتا للعام الدراسي 1995/ 1996 .[2]

## الخبرات العملية
- رئيس لجنه الخدمات العامه في مجلس الاعيان السادس والعشرين
- عضو اللجنة الماليه /مجلس الاعيان السادس والعشرين
- عضو لجنه الزراعة /مجلس الاعيان السادس والعشرين
- عضو مجلس الأعيان الأردني السادس والعشرين
- رئيس مجلس اداره المؤسسة الصحفيه للنشر (جريده الدستور )
- الرئيس التنفيذي لشركة الشمال للاستشارات وتنظيم المؤتمرات
- رئيس مجلس إدارة شركة الصناعات الهندسية العربية
- رئيس مجلس إدارة شركة البترول الوطنية
- عضو مجلس إدارة جمعية البنوك في الأردن،
- رئيس مجلس إدارة البنك العربي الإسلامي الدولي
- عضو مجلس إدارة البنك العربي لتونس
- عضو مجلس إدارة مجموعة البنك العربي
- عضو مجلس أمناء الصندوق الأردني الهاشمي للتنمية البشرية
- رئيس مجلس الخدمة المدنية
- أمين عام وزارة التخطيط والتعاون الدولي
- مدير دائرة الدراسات /وزارة التخطيط والتعاون الدولي
- مدير مديرية تنمية الموارد البشرية بالوكالة، وزارة التخطيط والتعاون الدولي
- نائب محافظ الأردن، الصندوق العربي للإنماء الاجتماعي والاقتصادي
- المشاركة في عدة مؤتمرات محلية واقليمية ودولية حول التنمية الاقتصادية.
- اقتصادي، دائرة الأبحاث، البنك المركزي الأردني

## الخبرات التدريسية والتدريبية
- محاضر غير متفرغ لتدريس اللغة العربية لغير الناطقين بها، كلية الفلسفة واللغويات، جامعة ولاية يوتا، 1996-1998.
- محاضر غير متفرغ قسم الاقتصاد / الجامعة الأردنية، 2001-2002
- مدرب رئيسي، نظام المتابعة والتقييم، عمّان ودبي، 2008.

## الخبرات العملية في مؤسسات المجتمع المدني
- عضو مجلس امناء الصندوق الأردني الهاشمي للتنمية البشرية
- عضو المجلس الاستشاري لمحافظة عجلون
- عضو مجلس إدارة مؤسسة المتقاعدين العسكرين والمحاربين القدامى
- عضو مجلس مستشفى الجامعة الأردنية

## الحقائب الوزارية
- وزير التخطيط والتعاون الدولي/ حكومه السيد فيصل عاكف الفايز
- وزير الدولة لتطوير القطاع العام/ حكومه الدكتور عدنان بدران
- وزير الزراعة/ حكومه السيد سمير زيد الرفاعي الثانية

## الدراسات والأبحاث
- الاقتصاد الأردني: المالية العامة: الحلقة الأضعف، الشمال للاستشارات-عمان، الأردن، كانون ثاني 2013.
- القطاع غير المنظم في الأردن، مكتب الأمم المتحدة الإنمائي، آب 2012
- تحليل مؤشرات مستوى الحرمان في محافظات المملكة، مكتب الأمم المتحدة الإنمائي، آب 2012
- أسباب وآثار تراجع احتياطي البنك المركزي من العملات الأجنبية، المجلس الاقتصادي والاجتماعي، أيلول 2012.
- الاقتصاد الأردني: إلى أين؟ الشمال للاستشارات-عمان، الأردن، كانون أول 2011.
- الاقتصاد الأردني: تحديات مستمرة، الشمال للاستشارات -عمان، الأردن، تموز 2011
- الاقتصاد الأردني: ركود تضخمي، الشمال للاستشارات-عمان، الأردن، تموز 2010
- الاقتصاد الأردني: تحديات في معظم القطاعات، الشمال للاستشارات-عمان، الأردن، نيسان 2010
- الاقتصاد الأردني: تباطؤ في النمو وانكماش في الأسعار، الشمال للاستشارات-عمان، الأردن، كانون ثاني 2010
- الاقتصاد الأردني: نمو يخالف التوقعات، الإستراتيجية الأولى للاستشارات-عمان، الأردن، حزيران 2009.
- الاقتصاد الأردني: تأثر محدود بتداعيات الأزمة المالية العالمية، الإستراتيجية الأولى للاستشارات-عمان، الأردن، آذار 2009.
- الاقتصاد الأردني: معدلات النمو والبطالة يسيران في ذات الاتجاه، الإستراتيجية الأولى للاستشارات-عمان، الأردن، كانون أول 2008.
- الاقتصاد الأردني: اعتماد كبير على المساعدات الخارجية، الإستراتيجية الأولى للاستشارات-عمان، الأردن، أيلول 2008.
- الاقتصاد الأردني: تراجع في النمو وارتفاع في التضخم، الإستراتيجية الأولى للاستشارات-عمان، الأردن ، تموز 2008.
- الاقتصاد الأردني: نمو لا تدعمه المؤشرات، الإستراتيجية الأولى للاستشارات-عمان، الأردن ، آذار 2008.
- الاقتصاد الأردني: المزيد من التحديات، الإستراتيجية الأولى للاستشارات-عمان، الأردن ، كانون أول 2007.
- الاقتصاد الأردني: تباطؤ طفيف، الإستراتيجية الأولى للاستشارات-عمان، الأردن ، أيلول 2007.
- الاقتصاد الأردني: التضخم هند مستويات قياسية، الإستراتيجية الأولى للاستشارات-عمان، الأردن ، حزيران 2007.
- الاقتصاد الأردني: مؤشرات متباينة، الإستراتيجية الأولى للاستشارات-عمان، الأردن، 2007 آذار .
- ملتقى الأردن أولا: إتفاق على الأولويات وآليات التنفيذ، الإستراتيجية الأولى للاستشارات-عمان، الأردن ، أيلول 2006.
- أسعار النفط: التحدي الأكبر للاستقرار الاقتصادي، الإستراتيجية الأولى للاستشارات-عمان، الأردن ، حزيران 2006.
- إدارة التحول الاقتصادي والاجتماعي في الأردن، مؤتمر التحول الاقتصادي والاجتماعي ، جامعة اليرموك، 2006.
- الاستثمارات الأجنبية في الدول العربية، حالة الأردن، اللجنة الاقتصادية والاجتماعية لغربي آسيا، 2003.
- فرضية النمو الاقتصادي المدفوع بالصادرات: الحالة الأردنية، المؤتمر الاقتصادي السنوي لجامعة اليرموك، اربد، الأردن، 2001.
- دور السياسة النقدية في عملية الإصلاح الهيكلي: تقييم المساعدات الأجنبية للأردن، 1989 - 1999، اثيل الجومرد، مركز الأبحاث الإستراتيجية، الجامعة الأردنية، عمان الأردن 2000.
- التخاصية والكفاءة الفنية : دراسة تحليلية على الصناعة النفطية ، ورقة عمل 4/98، مركز الدراسات الاقتصادية ، جامعة ولاية يوتا ، 1998.
- أثر حجم الحكومة على الاداء الاقتصادي ، دراسة تحليلية على عينة من الدول النامية، ورقة رقم 3/98، مركز الدراسات الاقتصادية جامعة ولاية يوتا ،1998.
- أثر الخصخصة والتدخل الحكومي على الاقتصاد، رسالة الدكتوراة غير منشورة، جامعة ولاية يوتا، الولايات المتحدة الاميركية (1998).
- التخاصية والكفاءة الفنية : دراسة تحليلية على الصناعة النفطية ، ورقة عمل 4/98، مركز الدراسات الاقتصادية ، جامعة ولاية يوتا ، 1998.
- دور الحكومة في تمويل التعليم العالي في الأردن ، البنك المركزي الأردني، 1998.
- دعم المواد الغذائية وبدائله ، البنك المركزي الأردني ، 1998.
- اثر القروض الخارجية والمساعدات على النمو الاقتصادي في الأردن، البنك المركزي، 1991.